# Пасешник, Анна Александровна
Анна Александровна Пасешник (13 августа 1991) — российская футболистка, нападающая.

## Биография
Воспитанница ДЮСШ «Надежда», ст. Советская Новокубанского района, тренеры — Александр Федорович Витрук, Р. В. Лось. С 2006 года занималась в интернате краснодарской «Кубаночки» и постепенно начала выступать за старшую команду клуба в первом дивизионе России. В 2009 году со своим клубом победила в турнире первого дивизиона и стала лучшим бомбардиром турнира с 23 голами. 17 апреля 2010 года дебютировала в высшей лиге в матче против «Измайлово», заменив на 49-й минуте Елену Костареву. Всего в первой половине 2010 года сыграла 7 матчей в высшей лиге, из них только в одном вышла в стартовом составе. Летом того же года прекратила выступления.
В 2008—2009 годах неоднократно вызывалась в состав юниорской и молодёжной сборной России. Однако в официальных матчах приняла участие только в сентябре 2009 года в отборочном турнире молодёжного чемпионата Европы, сыграла 3 матча и забила гол в ворота ровесниц из Казахстана.